# BC Hellenen München
Der BC Hellenen München ist ein deutscher Basketball-Verein mit Sitz in München.

## Geschichte
Am 15. Mai 1996 gründeten sieben nach Deutschland eingewanderte Griechen den BC Hellenen München e.V. Erster Vorsitzender des neuen Vereins wurde Argirios Prodromou, zweiter Vorsitzender wurde Ilias Simeonidis, Ioannis Sagias übernahm die Aufgaben als Kassierer. Weitere Mitglieder des Vorstands des neuen Vereins wurden Georgios Vlachiotis, Vassilios Theodoridis, Ioannis Mitsanis und Georgios Tsoraklidis. Der Verein wurde Mitglied des Bayerischen Landes-Sportverbandes und des Bayerischen Basketballverbandes.
Der Verein wuchs bis 2011 auf über 150 Mitglieder heran.
Der Verein nahm 2011 am Programm und zeitgleich Modellprojekt der Landeshauptstadt München als Pilot teil, der den Titel „Interkulturelle Öffnung im organisierten Sport“ trug. Der Verein war einer der zehn ausgewählten Vereine, die am Modellprojekt des Sportamtes München teilnehmen durften.
2019 wurde Sandy Lorenz zur 1. Vorsitzenden gewählt.

### Sportliche Entwicklung der Herrenmannschaft
In der Saison 2012/13 stieg die erste Herrenmannschaft in die Bayernliga Süd auf, in der Saison 2015/16 gelang als Meister der Aufstieg in die 2. Regionalliga. Als Liganeuling gelang 2016/17 der Durchmarsch mit dem Titel in der 2. Regionalliga Süd und dem damit Verbundenen Aufstieg in die 1. Regionalliga Südost. In der Folge wurde für die Saison 2017/18 in der 1. Regionalliga Christos Dictapanidis als Cheftrainer verpflichtet, der Mannschaftskader erhielt zudem Verstärkung durch namhafte Spieler wie den US-Amerikaner Omari Knox und den Flügelspieler Jermaine Lippert. Die Saison 2017/18 wurde auf dem sechsten Rang der 1. Regionalliga beendet. 2019/20 folgte der Abstieg aus der 1. Regionalliga, seitdem spielt die Mannschaft wieder in der 2. Regionalliga.

## Verschiedenes
- Anerkannter Stützpunktverein 2010–2015[7]
- 2011 Gewinn des Basket-Awards der Zeitschrift Basket.[8]
- 2014 wurde ein soziales Projekt mit dem Titel Basketball Leben – Ein Basketballfeld für Rumänien gestartet.
- Der Verein ist die sportliche Heimat für die erste Damenmannschaft des FC Bayern München in der Bundesliga

## Sportliche Erfolge
- Meldung einer Damen Bundesliga-Mannschaft in der 2. DBBL als OSB Engineering Baskets.
- Meister der Bayernliga und Aufstieg in die 2. Regionalliga Herren 2016
- Meister der 2. Regionalliga und Aufstieg in die 1. Regionalliga Herren 2017